# Ålands museum en Ålands kunstmuseum
Het Ålands museum en het Ålands kunstmuseum zijn twee musea die samen gevestigd zijn in één gebouw in Mariehamn, de hoofdstad van de autonome Finse archipel Åland. Het gebouw staat in het zuidoostelijke deel van Mariehamn, vlak bij de oostelijke haven.
Het museum werd in 1981 gebouwd in het kader van 'projekt 77', een bouwproject uit de jaren '70 waarbij door de regering van Åland een ontwerpwedstrijd was uitgeschreven voor het Archipelhotel (Hotell Arkipelag), het parlementsgebouw en dit museum. Deze wedstrijd werd gewonnen door de Finse architect Helmer Stenros. Het museum is eigendom van de Ålandse overheid.

## Ålands museum
Het Ålands museum is een cultuurhistorisch museum. Het is gesticht in 1934, naar aanleiding van de autonome status die Åland in 1922 had verkregen, waarbij er een behoefte ontstond om het eigen cultureel erfgoed te bewaren. Pas in 1981 kreeg het zijn huidige vaste locatie.
De vaste expositie toont de ontwikkeling en de cultuur van de Ålandseilanden vanaf de prehistorie (7000 jaar geleden) tot het heden.
Op 12 augustus 2016 werd het museum heropend na een ingrijpende verbouwing.

### Prijs
In 1982 kreeg het museum de European Museum of the Year Award: een prijs die jaarlijks wordt toegekend aan een museum dat de kennis over Europese culturele tradities bevordert.

## Ålands kunstmuseum

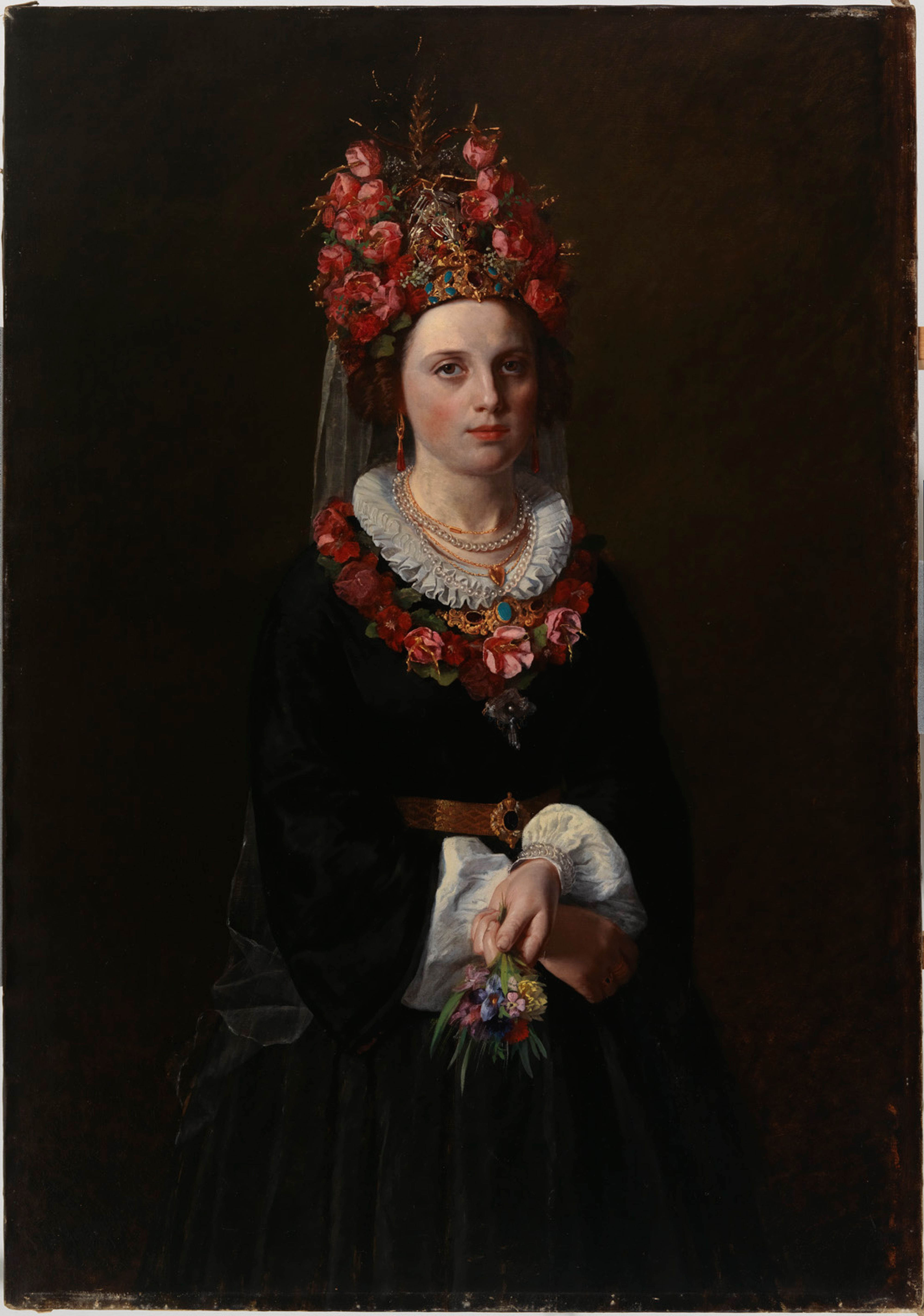
'Åländsk Bondbrud'

Het Ålands kunstmuseum heeft zijn oorsprong in de kunstcollectie die de stichting 'vrienden van Åland' (Ålands vänner) sinds 1936 opgebouwd heeft.
- In 1953 werd het Ålandse kunstverbond opgericht, dat er tien jaar later toe leidde dat er een echt museum werd geopend.
- In 1976 doneerde de stichting 'vrienden van Åland' haar hele collectie van 188 stukken aan het kunstmuseum, en sindsdien is de stichting actief in het verwerven van nieuwe kunststukken.
- In 1979 kreeg het museum een omvangrijke schenking in de vorm van de privécollectie van Irene en Halvdan Stenholm, bestaande uit honderden kunstwerken.
- In 1981 kreeg het kunstmuseum zijn vaste locatie in het huidige gebouw.

Het museum omvat een kunstcollectie die ongeveer 1000 stukken bevat die in relatie staan tot Åland, daterend van het midden van de 19e eeuw tot aan de tegenwoordige tijd. Het bekendste stuk is het olieverfschilderij Åländsk Bondbrud ('Ålandse boerenbruid') uit 1869 van Karl Emanuel Jansson. Ook zijn werken te zien van kunstenaars uit de Önningeby-kolonie rond Victor Westerholm.
Omdat de ruimte te beperkt is voor alle kunstwerken, bevindt een deel van de collectie zich in het Post- en tolhuis Eckerö.
Jaarlijks zijn er in het kunstmuseum zes tot zeven tijdelijke exposities van lokale kunstenaars.